# Westlicher Kurznasenbeutler

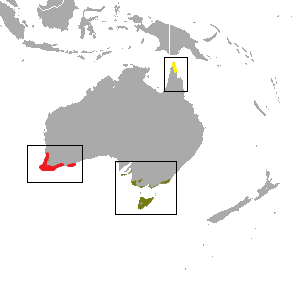
Rot, das Verbreitungsgebiet des Westlichen Kurznasenbeutlers

Der Westliche Kurznasenbeutler (Isoodon fusciventer) ist ein Beuteltier aus der Gattung der Kurznasenbeutler, das im Südwesten von Westaustralien vorkommt und in seiner Heimat Quenda genannt wird.

## Merkmale
Äußerlich ist der Westliche Kurznasenbeutler nicht vom Kleinen Kurznasenbeutler zu unterscheiden. Er hat wie dieser eine plumpe Gestalt, eine für Nasenbeutler recht kurze und kegelförmige Schnauze und kleine Ohren. Das Fell ist dunkelbraun bis dunkelgrau, die borstigen Haare haben schwarze Spitzen. Das Bauchfell ist weicher als das Rückenfell und hellgrau, oft mit einem gelblichen Einschlag. Die Kopfrumpflänge liegt bei 28 bis 36 cm, dazu kommt ein 9 bis 14,5 cm langer Schwanz. Das Gewicht liegt zwischen 400 und 1800 g. Ausgewachsene Männchen sind bis zu 40 % schwerer als die Weibchen.
Als diagnostische, die Art vom Kleinen Kurznasenbeutler unterscheidende Merkmale werden kraniometrische Daten und Unterschiede in der Zahnmorphologie genannt. So besitzen die Tiere auf dem ersten Molar einen langen, hohen Grat, der bei allen anderen Kurznasenbeutlern kurz und niedrig ist, sowie zwei zusammengewachsene Höcker, die bei anderen Kurznasenbeutlern deutlich getrennt sind. Der zweite und der dritte Prämolar ist beim Westlichen Kurznasenbeutler etwa gleich groß, beim Großen Kurznasenbeutler ist der zweite kleiner als der dritte.

## Lebensweise
Wie alle Kurznasenbeutler ist der Westliche Kurznasenbeutler weitgehend nachtaktiv und verbringt den Tag in Nestern, die aus trockenen Gräsern und Blättern bestehen. Die Tiere ernähren sich vor allem von Insekten und anderen Wirbellosen, Früchten und Samen. Außerdem werden kleine Wirbeltiere gefressen. Im Erdboden lebende Beute wird erschnüffelt und mit den kräftigen Vorderpfoten ausgegraben.

## Fortpflanzung
Das Weibchen bringt pro Wurf ein bis sechs Junge zur Welt. Der Beutel öffnet sich nach hinten und hat acht Zitzen. Die Trächtigkeitsdauer liegt bei zwei Wochen. Die Jungtiere werden etwa 60 Tage lang gesäugt. Die Sterblichkeit unter den Jungtieren ist hoch. Weibchen werden mit vier bis fünf Monaten geschlechtsreif, bei den Männchen dauert das Erreichen der Geschlechtsreife einen Monat länger.

## Taxonomie
Die Erstbeschreibung der Art erfolgte 1841 durch John Edward Gray unter der Bezeichnung Perameles fusciventer innerhalb der Gattung der Langnasenbeutler (Perameles). Bereits Gray betonte die Ähnlichkeit mit dem Kleinen Kurznasenbeutler, der ihm noch als Perameles obesula (heute Isoodon obesulus) bekannt war.
Die Art galt in weiterer Folge bis Anfang 2018 als Unterart des Kleinen Kurznasenbeutlers (Isoodon obesulus), wird seit 2018 aber wieder als eigenständige Art geführt, da eine Untersuchung der mitochondrialen und nukleären DNA (Kern-DNA) der Nasenbeutler ergab, dass die Form keine Klade zusammen mit dem Kleinen Kurznasenbeutler bildet, sondern eine basale Stellung innerhalb der Kurznasenbeutler einnimmt und die Schwesterart einer Klade aller anderen Kurznasenbeutler ist.

## Gefährdung
In seinem Verbreitungsgebiet ist der Kleinen Kurznasenbeutlers wieder recht häufig und nahm nach einem starken Rückgang wieder zu, nachdem der Bestand an Rotfüchsen seit Mitte der 1990er Jahre deutlich reduziert wurde. Die IUCN wertet das Taxon nach wie vor als Unterart von Isoodon obesulus und schätzt den Bestand als nicht gefährdet (Least Concern) ein.